# 호신용품

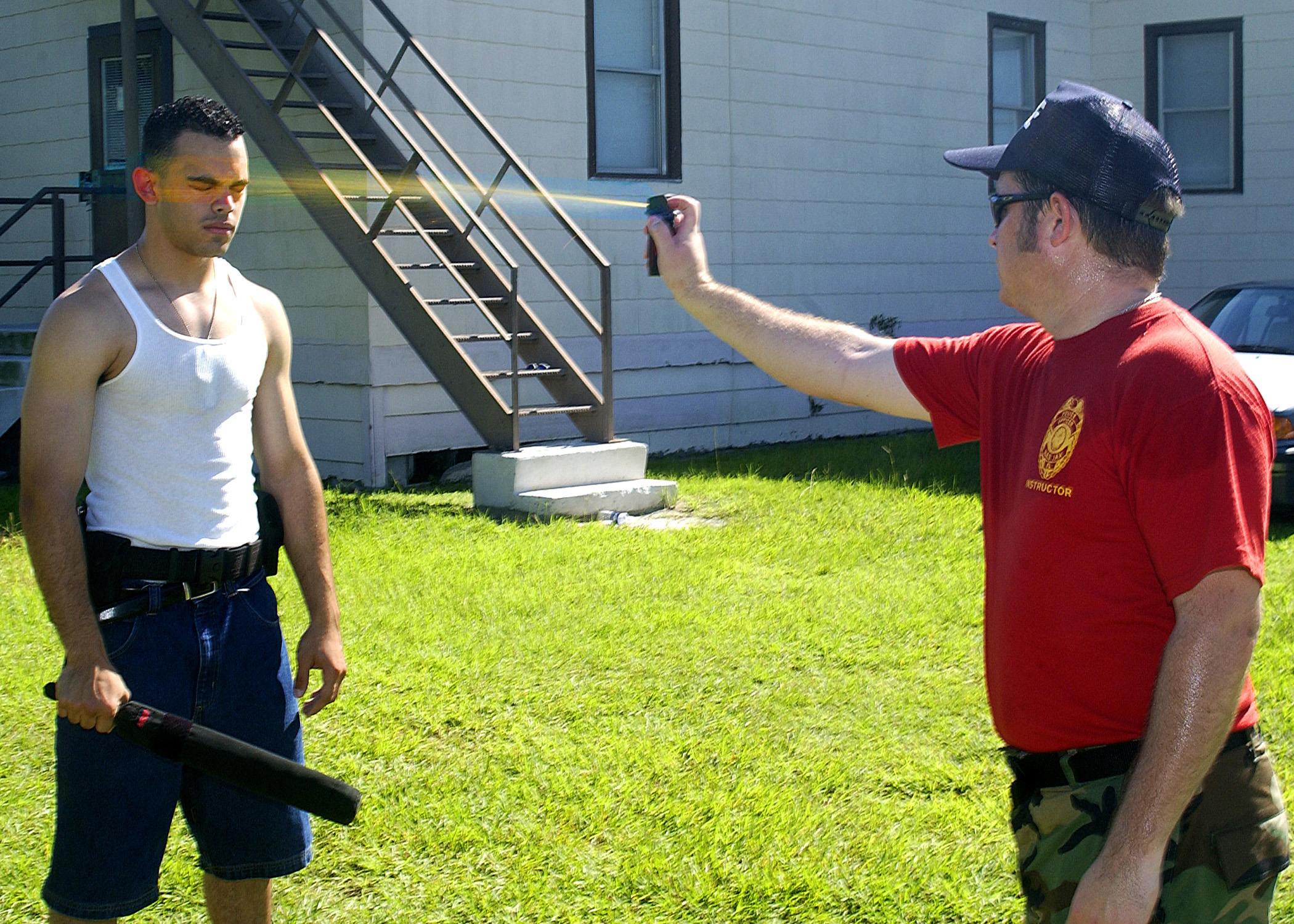
호신용 스프레이

호신용품은 자신을 지킬 수 있는 합법적인 도구로 전자충격기, 페퍼 스프레이, 분사기, 삼단봉, 경보기, 호루라기, 위치추적기 등을 말한다.

## 같이 보기
- 호신술